# Théâtre du Trillium
 (septembre 2014).
Le Théâtre du Trillium est un centre de recherche et de création situé à Ottawa, en Ontario, fondé en 1975 par Jean-Marc Leclerc, Daniel Chartrand, Luc Thériault et André Legault.
La compagnie produit, diffuse et encadre la pratique des arts vivants francophones au Canada.

## Historique
Depuis 1975, six directions artistiques se sont succédé à la tête du Théâtre du Trillium, anciennement le Théâtre d’la Corvée (1975-1988). Les principaux directeurs artistiques sont André Legault (1975-1988), Michel Marc Bouchard (1988-1990), Claire Faubert (1990-1998) et Sylvie Dufour (à compter de 1998). La troupe développe également un travail d’animation communautaire.
À partir de 1988, Michel Marc Bouchard assure la direction artistique de l'organisation. À sa programmation régulière, il ajoute des activités associées au texte, comme des ateliers d'écriture ou des lectures publiques.
Le théâtre du Trillium exercera plusieurs collaborations avec d'autres compagnies théâtrales : le Théâtre français du CNA (Eddy, 1996 ; Les champs de boue, 1999), le Théâtre du Nouvel-Ontario en coproduction avec le Théâtre français du CNA (L’Homme effacé, 1998).
À la fin mars 1999, le Théâtre du Trillium quitte la Cour des Arts pour s'installer à La Nouvelle Scène.

## Théâtrographie

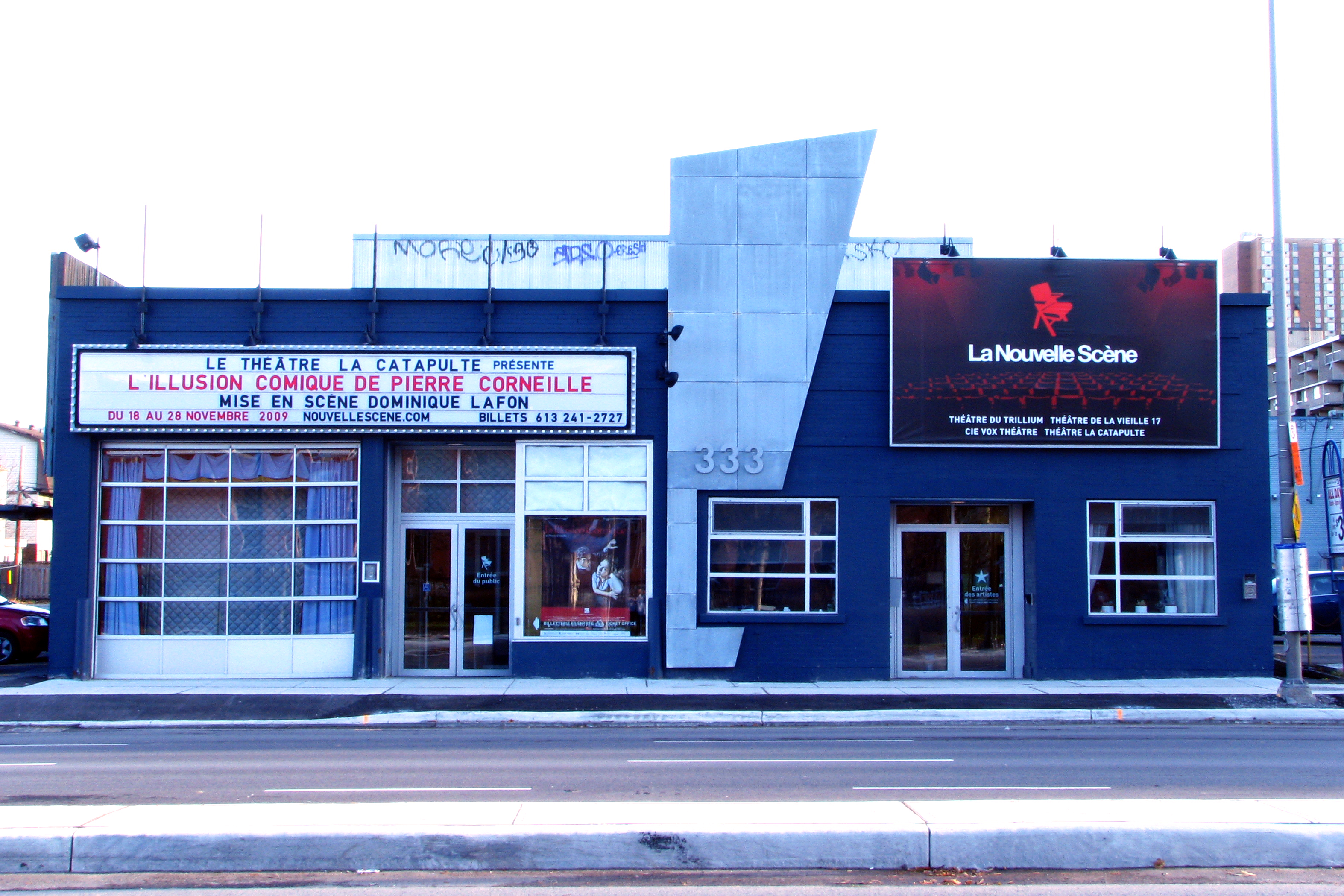
LaNouvelleScene Ottawa

La parole et la loi (1979), création collective, pièce au sujet du combat contre le Règlement 17, s'illustre par son nombre important de représentations (150 représentations), avec la participation de Brigitte Haentjens. Haentjens participe également à un texte, en collaboration avec Sylvie Trudel et Catherine Caron pour Strip (1980), ainsi qu'à la pièce La Mesure humaine où elle sera metteure en scène.
Clément Cazelais exerce la mise en scène de plusieurs pièces, dont Mort accidentelle d'un anarchiste (1984). Le texte est de Dario Fo. Il assure aussi la mise en scène de la pièce Les Déserteurs (1984), avec un texte de Marie-Renée Charest et Clément Cazelais.
Lise Roy collabore sur deux textes en 1982 : Avec l'envie soudaine d'une nuit blanche, mise en scène par Jasmine Dubé et Amour à vendre, mise en scène par Odette Gagnon.
Plusieurs adaptations de Michel Tremblay sont réalisées : C’t’à ton tour Laura Cadieux (1984), Marcel poursuivi par les chiens, Qui a peur de Virginia Woolf (1989), Mademoiselle Marguerite (1991).

## Publications
- Écume d'Anne-Marie White, Éditions Prise de parole, Théâtre, 144 pages
- Déluge d'Anne-Marie White, Éditions Prise de parole, Théâtre, 80 pages

## Prix et reconnaissances
- 2016 : 5 récompenses au 9e Gala des Prix Rideau Awards : Interprétation de l'année : Alexandre-David Gagnon (#PigeonsAffamés) et Maxime Lavoie (On verra) / Mise en scène de l'année : Anne-Marie White (#PigeonsAffamés) / Conception de l'année : Chantal Labonté (éclairages - On verra) et Production de l'année : On verra[4]
- 2014 : Prix Coup de cœur de La Fabrique culturelle de Télé-Québec : Love is in the Birds : une soirée francophone sans boule disco[5]